# アフリカネイションズカップ1957
アフリカネイションズカップ1957(1957 African Cup of Nations)は、第1回目のアフリカネイションズカップであり、アフリカ各国の代表チームによって争われるサッカーの大会である。スーダンの首都ハルツームのミュニシパル・スタジアムで1957年2月10日と16日に行われ、エジプトが優勝を決めた。

## 出場国
- スーダン(開催国)
- エジプト
- エチオピア

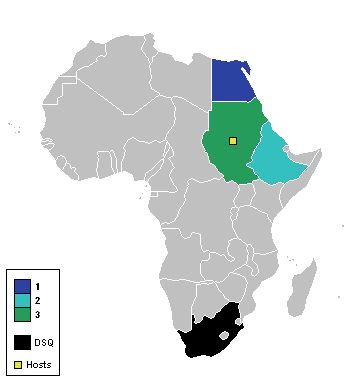
アフリカネイションズカップ1957出場国

南アフリカ共和国も出場を希望したが、アパルトヘイトを施行していたため失格。

## 試合会場
| ハルツーム               |
| ------------------------ |
| スタッド・ド・ムニシパル |
|                          |

## 結果

### 準決勝
| 1957年2月10日 |

| スーダン      | 1 – 2 | エジプト                               |
| マンズル 58分 |       | アテヤ 21分 (pen.) · アド＝ディバ 72分 |

| スタッド・ド・ムニシパル（ハルツーム） 観客数: 30,000人 主審: グエベイェフ・ドゥベ |

| 1957年2月10日 |

| エチオピア | w/o | 南アフリカ共和国 |
|            |     |                  |

| スタッド・ド・ムニシパル（ハルツーム） |

## 決勝
| 1957年2月16日 |

| エジプト                       | 4 – 0 | エチオピア |
| アド＝ディバ 2分 7分 68分 88分 |       |            |

| スタッド・ド・ムニシパル（ハルツーム） 観客数: 30,000人 主審: モハメド・ユセフ |

| アフリカネイションズカップ1957優勝国 |
| ------------------------------------ |
| · エジプト · 初優勝                  |

## 個人成績
- 得点王 (5得点)
  -  モハメド・アド＝ディバ（エジプト）